# 2005 JQ179
2005 JQ179 est un objet transneptunien d'environ 242 km de diamètre.